# WACA Ground
Das WACA Ground ist ein Stadion im australischen Perth. Es ist benannt nach dem Eigentümer, der Western Australian Cricket Association, und wird hauptsächlich für Sportveranstaltungen wie Cricket und Australian Football genutzt.

## Geschichte
Der WACA Ground wurde offiziell im Jahr 1893 als Spielfläche der Western Australian Cricket Association gegründet. Dieser hatte mit dem Staat Western Australia ein Lease über 999 Jahre abgeschlossen, deren Fläche ursprünglich auch die angrenzende Pferderennbahn Gloucester Park beinhaltete. Erste Tribünen wurden 1895 errichtet und sukzessive bis 1929 weitere erstellt. Die Spielstandsanzeige, die auch heute noch in Betrieb ist, wurde 1954 als Ersatz für einen zuvor durch Wettereinflüsse zerstörten Vorgänger errichtet. Im Jahr 1986 wurde eine Flutlichtanlage eingerichtet. In einer Renovierung die 2002 abgeschlossen wurde, wurde die Sitzplatzanzahl auf etwa 20.000 reduziert, die bei Gelegenheit auf 24.500 Plätze aufgestockt werden können. Weiter Renovierungen wurden in der Folge zwar geplant, scheiterten jedoch mangels Finanzierung. Alternativ wurde ein neues Multifuktionsstadium errichtet, das Perth Stadium, das Spiele mit einem großen Zuschauerpotential austragen sollte. Nach dessen Errichtung wurden alle internationalen Spiele in dieses neue Stadion vergeben und das WACA auf eine reduzierte Zuschauerkapazität zurückgebaut. Die beiden Enden des Pitch heißen Members End und Prindiville Stand End.

## Nutzung

### Cricket
Das erste First-Class Match an dieser Stelle wurde 1899 ausgetragen. Seit Dezember 1970 wird das Stadion auch für Test Matches des australischen Cricket Teams genutzt. Beim Cricket World Cup 1992 und 2015 fanden hier jeweils drei Vorrundenspiele statt. Im August 2020 wurde, nach der Errichtung des Perth Stadiums beschlossen das WACA zu einem Trainingsstadium umzufunktionieren und internationales Cricket dort nicht mehr vorzusehen.

### Australian Football
Nach Errichtung der Flutlichtanlage wurde das Stadion auch für andere Sportarten als Cricket interessant. So wurde es ab 1987 von den West Coast Eagles und ab 1995 von den Fremantle Dockers für Heimspiele in der Australian Football League genutzt. Beide Mannschaften zogen im Jahr 2000 in das Subiaco Oval um.

### Andere Nutzung
Unter anderem wurde das Stadion auch für Veranstaltungen im Baseball und Rugby League genutzt.